# Poropoea
Poropoea is een geslacht van vliesvleugeligen uit de familie Trichogrammatidae. De wetenschappelijke naam van dit geslacht is voor het eerst geldig gepubliceerd in 1851 door Förster.

## Soorten
Het geslacht Poropoea omvat de volgende soorten:
- Poropoea attelaborum Girault, 1911
- Poropoea baleena Narendran & Hayat, 2007
- Poropoea bohemica Novicki, 1936
- Poropoea brevituba Lin, 1994
- Poropoea chinensis Lou, 1996
- Poropoea coryli Lou, 1996
- Poropoea cunabulintrans Kobayashi & Kato, 2004
- Poropoea defilippii Silvestri, 1916
- Poropoea duplicata Lin, 1994
- Poropoea elegans Fursov, 2007
- Poropoea indica Subba Rao, 1970
- Poropoea longicornis Viggiani, 1968
- Poropoea minkiewiczi Novicki, 1936
- Poropoea morimotoi Hirose, 1963
- Poropoea orientalis Subba Rao, 1970
- Poropoea reticulata Hirose, 1963
- Poropoea stollwerckii Förster, 1851
- Poropoea tomapoderus Luo & Liao, 1994